# Lepidosaphes ambigua
Lepidosaphes ambigua är en insektsart som beskrevs av Rutherford 1914. Lepidosaphes ambigua ingår i släktet Lepidosaphes och familjen pansarsköldlöss.
Artens utbredningsområde är Sri Lanka. Inga underarter finns listade i Catalogue of Life.